# Graham Wallas

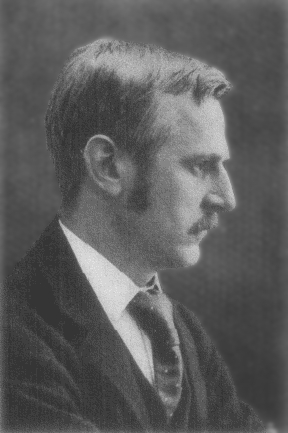
Graham Wallas

Graham Wallas (ur. 1858, zm. 1932) – brytyjski pedagog, psycholog, politolog oraz działacz społeczny i polityczny, profesor Uniwersytetu Londyńskiego i współzałożyciel London School of Economics. W latach 1886–1904 był członkiem Towarzystwa Fabiańskiego (ang. The Fabian Society).

## Badania nad twórczością
Wallas był twórcą jednej z pierwszych psychologicznych koncepcji twórczości. Zgodnie z jego koncepcją proces twórczy składa się z czterech etapów: 1) preparacji, 2) inkubacji, 3) iluminacji, oraz 4) weryfikacji. Koncepcja ta została przedstawiona po raz pierwszy w książce z 1926 r. pod tytułem The Art of Thought i obecnie jest uznawana za jedną z klasycznych teorii procesu twórczego. Współczesne koncepcje twórczości, zwłaszcza koncepcja interakcji Edwarda Nęcki, zrywają ze schematem kolejno następujących po sobie etapów.

## Ważniejsze dzieła
- The Art of Thought (1926)
- The Great Society (1914)
- Human Nature in Politics (1908)
- The Life of Francis Place (1898)